# Wijkska huset

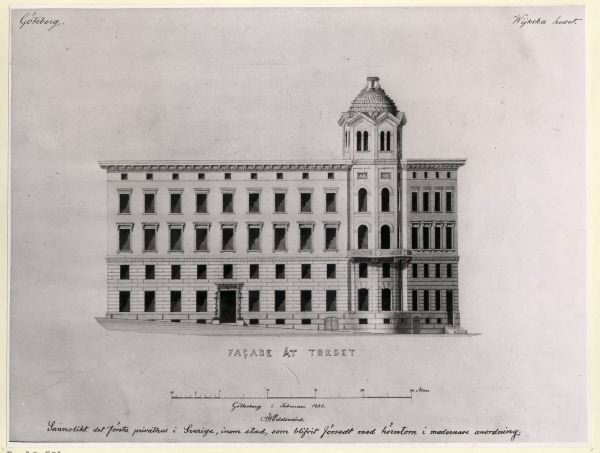
Wijkska huset, Lilla Torget 1, ritning från 1851 av Adolf W. Edelsvärd. Göteborgs stadsmuseums bildsamling.

Wijkska huset är ett affärs- och bostadshus vid hörnet av Lilla Torget och Södra Hamngatan i Göteborg. Det byggdes under åren 1850–53 och invigdes den 15 oktober 1853. Kommerserådet Olof Wijk d.ä. köpte den då obebyggda tomten 1847 och lät arkitekten Victor von Gegerfelt göra ritningarna. Byggnaden uppfördes av Adolf W. Edelsvärd och har ett runt hörntorn som sticker upp från huset, vilket fick stor uppmärksamhet. Huset rymde Olof Wijks kontor och en paradvåning för representation, men fungerade även som hem för familjen och hushållspersonalen.
Sedan 1971 finns Fiskekrogen i bottenvåningen.